# Họ Bàn mai
Họ Bàn mai, tên khoa học Pinnidae, là một họ động vật thân mềm hai mảnh vỏ sống ở đại dương.

## Mô tả
Vỏ của các loài trong họ này có hình tam giác dài và rất dễ vỡ, khi còn sống phần đầu nhọn được cố định trong trầm tích. Vỏ có một lớp xà cừ bên trong mỏng nhưng rất óng ánh ở phần vỏ gần đầu nhọn.
Nhiều loài trong họ này có giá trị thực phẩm cao và được khai thác đánh bắt lớn.

## Các chi

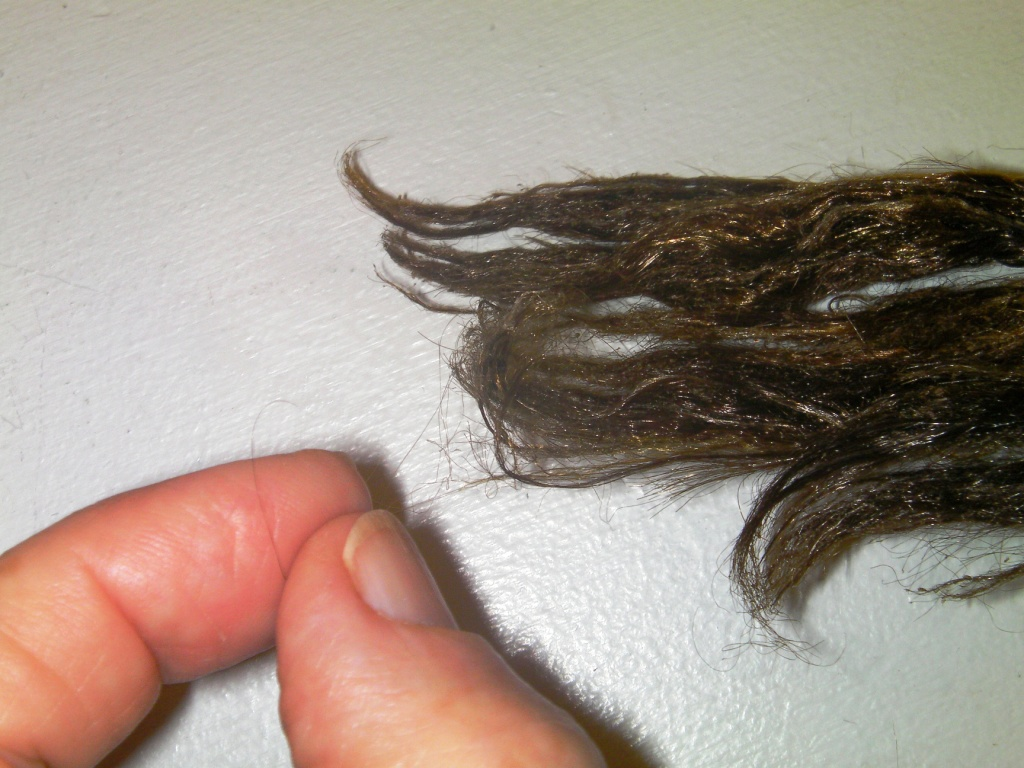
Hình ảnh cho thấy độ mịn cực cao của sợi dây mai từ Pinna nobilis

- Atrina Grey, 1842
- Pinna Linnaeus, 1758
- Streptopinna von Martens, 1850